# Sceau du roi Denis
Le sceau du roi Denis (Selo de Autoridade do rei Dom Dinis en portugais) est une série de timbres-poste d'usage courant portugais, émis en 1953, et progressivement retirés de la vente de 1972 à 1975.
Dessiné par Jaime Martins Barata et imprimé en lithographie par la Casa da Moeda, Monnaie du Portugal, ce timbre représente le sceau du roi de Portugal Denis Ier : un chevalier à cheval portant un bouclier aux armes de la monarchie portugaise, trois étoiles et une croix. Les autres mentions sont le pays et la valeur faciale.
L'ensemble des valeurs a été émis le 10 janvier 1953, sauf le 30 centimes en décembre 1955. Ces valeurs ont été progressivement retirées de la vente du 31 juillet 1972 au 30 septembre 1975.